# Zeche Krockhausbank
Die Zeche Krockhausbank im Bochumer Stadtteil Stiepel, Ortsteil Haar, ist ein ehemaliges Steinkohlenbergwerk. Das Bergwerk war auch unter den Namen Zeche Krokhausbank und Zeche Krockhaus bekannt. Das Bergwerk befand sich im Bereich der heutigen Krockhausstraße.

## Bergwerksgeschichte
Am 3. August des Jahres 1760 wurde von Konrad Krockhaus die Mutung eingelegt. Der Muter Krockhaus mutete eine Fundgrube und sechs Maaßen auf eine Steinkohlenbank. Die Kohlenbank, die bereits erschürft worden war, befand sich im Stemmans Siepen. Nach 1760 wurde ein querschlägiger Stollen aufgefahren. Dieser Stollen sollte die hier vorhandenen Flöze aufschließen. Etwa ab dem Jahr 1770 wurde mit dem Betrieb begonnen. Der Betrieb verlief vermutlich mit einigen Unterbrechungen. Der Grund hierfür war, dass die tiefen Vorräte der Zeche durch den damals angelegten St. Georgen-Erbstolln erschlossen werden sollten. Im Jahr 1771 war das Bergwerk noch nicht vermessen, auch waren noch keine Rezeßgelder gezahlt worden. Als Gewerken waren zu diesem Zeitpunkt Konrad Krockhaus, Johann Wilhelm Müser, Friedrich Vahlefeld, Johann Gottfried Schröder, Franz Grolmann und der Ratmann Wünnenberg in den Unterlagen eingetragen. Konrad Krockhaus war zugleich Lehnträger.
Im Jahr 1772 war das Bergwerk nachweislich in Betrieb. Am 14. Oktober des Jahres 1783 wurde im Bereich des Förderschachtes ein Längenfeld vermessen. Im Jahr 1787 war das Bergwerk weiterhin in Betrieb. Im Jahr 1798 wurde das Bergwerk in Fristen gelegt, Grund hierfür waren Reparaturarbeiten am alten Förderschacht. Im Jahr 1800 lag das Bergwerk weiterhin in Fristen. Im Februar des Jahres 1839 erfolgte ein Aufschluss aus dem Oberstollen des Carl Friedrichs Erbstollen. Im selben Jahr wurde bis zum September geringer Abbau betrieben. Am 22. Dezember des Jahres 1840 wurde das Längenfeld erneut vermessen. Bereits vor dem Jahr 1841 gehörte die Zeche zum Carl Friedrich’s Erbstollen. Im Jahr 1843 lag das Bergwerk erneut in Fristen. Ab dem Jahr 1865 war das Bergwerk wieder in Betrieb. Im Jahr 1867 wurden 324 Tonnen Steinkohle gefördert. Im Laufe des Jahres wurde die Zeche Krockhausbank stillgelegt. Im Jahr 1903 wurde die Zeche Krockhausbank zum Carl Friedrich’s Erbstollen zugeschlagen.